# Скит Святого Олафа
Скит Святого Олафа (норв. Hellige Olav Skita) — норвежская православная мужская монашеская община, существовавшая с 2003 по 2013 годы в коммуне Фоллдал, главный храм которой был освящён в честь святого мученика короля Олафа Норвежского.

## История
Основателем скита в 2003 году стал православный норвежец монах Иона (в миру Йон Фёйн Юханнессен — Jon Føyen), который на свой ферме Стейнхауген в горах Центральной Норвегии, в коммуне Фоллдал учредил мужской скит.
Во время своего посещения Норвегии 27-28 июня 2003 года епископ Венский и Австрийский Иларион (Алфеев) в сослужении иеромонаха Климента (Хухтамяки) освятил в скиту деревянную часовню, построенную в норвежском стиле и посвященную королю-мученику Олафу Норвежскому. Иконы Спасителя и Божией Матери для иконостаса часовни были написаны иконописцами из Санкт-Петербурга.
Скит был расположен по маршруту традиционного паломнического пути из Осло в Тронхейм, где в Нидаросском соборе находится гробница короля-мученика и ежегодно проходит международный фестиваль — «Дни святого Олафа Норвежского».
22 мая 2013 года в день празднования святителя Николая настоятель прихода святой Анны Новгородской в Тронхейме иерей Александр Волохань совершил в скиту последнюю литургию, после чего скит официально был упразднен, а часовня разобрана и перенесена в Стиклестад — место мученической кончины короля Олафа Норвежского.